# God Friended Me
God Friended Me – amerykański serial telewizyjny (komediodramat) wyprodukowany przez Berlanti Productions, I Have an Idea Productions, CBS Television Studios oraz Warner Bros. Television, którego twórcami są Steven Lilien i Bryan Wynbrandt. Serial był emitowany od 30 września 2018 roku do 26 kwietnia 2020 przez CBS.
15 kwietnia 2020 roku stacja CBS ogłosiła decyzję o zakończeniu produkcji serialu po dwóch sezonach.
Fabuła serialu opowiada o Milesie, ateiście, którego życie zmienia się, gdy zostaje dodany do znajomych na Facebooku przez Boga.

## Obsada

### Główna
- Brandon Micheal Hall jako Miles Finer[3]
- Violett Beane jako Cara Bloom[4]
- Javicia Leslie jako Ali Finer[5]
- Suraj Sharma jako Rakesh Sehgal[5]
- Joe Morton jako Rev. Arthur Finer[6]

## Odcinki
| Sezon | Odcinki | Oryginalna emisja w CBS | Oryginalna emisja w CBS | Polska emisja   | Polska emisja |
| Sezon | Odcinki | Premiera sezonu         | Finał sezonu            | Premiera sezonu | Finał sezonu  |
| ----- | ------- | ----------------------- | ----------------------- | --------------- | ------------- |
| 1     | 20      | 30 września 2018        | 20 kwietnia 2019        | —               | —             |
| 2     | 22      | 29 września 2019        | 26 kwietnia 2020        | —               | —             |

### Sezon 1 (2018-2019)
| Nr | #  | Tytuł                                   | Reżyseria        | Scenariusz                                     | Premiera w CBS       |
| -- | -- | --------------------------------------- | ---------------- | ---------------------------------------------- | -------------------- |
| 1  | 1  | Pilot                                   | Marcos Siega     | Steven Lilien, Bryan Wynbrandt                 | 30 września 2018     |
| 2  | 2  | The Good Samaritan                      | Marcos Siega     | Steven Lilien, Bryan Wynbrandt                 | 7 października 2018  |
| 3  | 3  | Heavenly Taco Truck                     | Kenneth Fink     | Robert Hull                                    | 14 października 2018 |
| 4  | 4  | Error Code 1.61                         | Marcos Siega     | Allison Moore                                  | 21 października 2018 |
| 5  | 5  | Unfriended                              | Erin Feeley      | Safia M. Dirie                                 | 28 października 2018 |
| 6  | 6  | A House Divided                         | Louis Milito     | Steven Lilien, Bryan Wynbrandt, Robert Hill    | 4 listopada 2018     |
| 7  | 7  | The Prodigal Son                        | Marcos Siega     | Carmen Pilar Golden                            | 11 listopada 2018    |
| 8  | 8  | Matthew 621                             | Holly Dale       | Jessica Granger                                | 18 listopada 2018    |
| 9  | 9  | King's Gambit                           | Tricia Brock     | Richard Lowe                                   | 25 listopada 2018    |
| 10 | 10 | Coney Island Cyclone                    | Marcos Siega     | Robert Hull                                    | 9 grudnia 2018       |
| 11 | 11 | 17 Years                                | Tamra Davis      | Steven Lilien, Bryan Wynbrandt                 | 16 grudnia 2018      |
| 12 | 12 | Ready Player Two                        | Darren Grant     | Devanshi Patel Teleplay by : Lara Azzopardi    | 6 stycznia 2019      |
| 13 | 13 | Miracle on 123rd Street                 | Marcos Siega     | Andre Edmonds                                  | 13 stycznia 2019     |
| 14 | 14 | The Trouble with the Curve              | Victor Nelli Jr. | Safia M. Dirie                                 | 17 lutego 2019       |
| 15 | 15 | Two Guys, a Girl, and a Thai Food Place | Marcos Siega     | Jessica Ball                                   | 3 marca 2019         |
| 16 | 16 | Scenes From an Italian Restaurant       | Joe Morton       | Carmen Pilar Golden, Robert Hull               | 10 marca 2019        |
| 17 | 17 | The Dragon Slayer                       | Geoff Shotz      | Lara Azzopardi, Steven Lilien, Bryan Wynbrandt | 17 marca 2019        |
| 18 | 18 | Return to Sender                        | Joe Morton       | Lydia Teffera, Sam Lifshutz                    | 24 marca 2019        |
| 19 | 19 | The Road To Damascus                    | Kyra Sedgwick    | Robert Hull                                    | 31 marca 2019        |
| 20 | 20 | Que Sera Sera                           | Gregory Smith    | Steven Lilien, Bryan Wynbrandt                 | 14 kwietnia 2019     |

### Sezon 2 (2019-2020)
| Nr | #  | Tytuł                       | Reżyseria                   | Scenariusz                     | Premiera w CBS       |
| -- | -- | --------------------------- | --------------------------- | ------------------------------ | -------------------- |
| 21 | 1  | Joy                         | Victor Nelli Jr.            | Steven Lilien, Bryan Wynbrandt | 29 września 2019     |
| 22 | 2  | The Lady                    | Darren Grant                | Robert Hull                    | 6 października 2019  |
| 23 | 3  | From Paris with Love        | Marcos Siega                | Safia M. Dirie                 | 13 października 2019 |
| 24 | 4  | All Those Yesterdays        | Kellie Cyrus                | Matt Ward                      | 20 października 2019 |
| 25 | 5  | The Greater Good            | Marcos Siega                | Logan Slakter                  | 27 października 2019 |
| 26 | 6  | The Fighter                 | Rich Newey                  | Kristi Korzec                  | 3 listopada 2019     |
| 27 | 7  | Instant Karma               | Marcos Siega                | Steve Harper                   | 10 listopada 2019    |
| 28 | 8  | The Last Grenelle           | Lionel Coleman              | Carmen Pilar Golden            | 17 listopada 2019    |
| 29 | 9  | Prophet & Loss              | Barbara Brown               | Robert Hull                    | 24 listopada 2019    |
| 30 | 10 | High Anxiety                | Charissa Sanjarernsuithikul | Steven Lilien, Bryan Wynbrandt | 8 grudnia 2019       |
| 31 | 11 | A New Hope                  | Marcos Siega                | Safia M. Dirie                 | 5 stycznia 2020      |
| 32 | 12 | BFF                         | Annabelle Frost             | Steven Lilien, Bryan Wynbrandt | 12 stycznia 2020     |
| 33 | 13 | The Princess and the Hacker | Marcos Siega                | Kristi Korzec                  | 16 lutego 2020       |
| 34 | 14 | Raspberry Pie               | Joe Morton                  | Logan Slakter                  | 23 lutego 2020       |
| 35 | 15 | The Last Little Thing       | Marcos Siega                | Robert Hull                    | 1 marca 2020         |
| 36 | 16 | The Atheist Papers          | Erin Richards               | Jessica Granger                | 8 marca 2020         |
| 37 | 17 | Harlem Cinema House         | Marcos Siega                | Pilar Golden & Steve Harper    | 15 marca 2020        |
| 38 | 18 | Almost Famous               | Gregory Smith               | Joe Webb, Brian Ford Sullivan  | 29 marca 2020        |
| 39 | 19 | The Fugitive                | Bola Ogun                   | Richard Lowe                   | 12 kwietnia 2020     |
| 40 | 20 | Collateral Damage           | Darren Grant                | Lydia Teffera & Sam Lifshutz   | 19 kwietnia 2020     |
| 41 | 21 | Miracles                    | Victor Nelli Jr.            | Robert Hull                    | 26 kwietnia 2020     |
| 42 | 22 | The Mountain                | Bryan Wynbrandt             | Steven Lilien                  | 26 kwietnia 2020     |

## Produkcja
6 lutego 2018 roku, stacja CBS ogłosiła zamówienie pilotowego odcinka serialu, w którym główną rolę otrzymał Brandon Micheal Hall. W tym samymi miesiącu poinformowano, że do obsady serialu dołączyli: Joe Morton, Javicia Leslie oraz Suraj Sharma. Na początku marca 2018 roku, ogłoszono, że w serialu zagra Violett Beane, która otrzymała rolę Cary Bloom,błyskotliwej redaktor magazynu internetowego.
12 maja 2018 stacja CBS zamówiła pierwszy sezon dramatu, którego premiera była zaplanowana na jesień w sezonie telewizyjnym 2018/2019. 30 stycznia 2019 CBS zamówiła drugi sezon.